# (4518) Raïkine
(4518) Raïkine est un astéroïde de la ceinture principale. Il porte le nom d'artiste soviétique Arkadi Raïkine.

## Description
(4518) Raïkine est un astéroïde de la ceinture principale. Il fut découvert le 1er avril 1976 à Naoutchnyï par Nikolaï Tchernykh. Il présente une orbite caractérisée par un demi-grand axe de 2,32 UA, une excentricité de 0,10 et une inclinaison de 7,0° par rapport à l'écliptique.

## Compléments